# Cameron Nichol
Cameron Nichol (ur. 26 czerwca 1987 w Roehampton) – brytyjski wioślarz.

## Osiągnięcia
- Mistrzostwa Świata U-23 – Glasgow 2007 – czwórka bez sternika – 3. miejsce[1].
- Mistrzostwa Europy – Poznań 2007 – ósemka – 5. miejsce[1].